# Micronisus gabar
El gavilán gabar (Micronisus gabar)  es una especie de ave accipitriforme de la familia Accipitridae. Es nativa de África y la única especie del género Micronisus.

## Subespecies
La especie incluye tres subespecies:
| Subespecie                   | Región                                                                                                |
| ---------------------------- | --- |
| Micronisus gabar aequatorius | de las tierras altas de Etiopía a la República Democrática del Congo, Zambia y el norte de Mozambique |
| Micronisus gabar gabar       | del sur de Angola a Zambia, Mozambique y Sudáfrica                                                    |
| Micronisus gabar niger       | de Senegal y Gambia a Sudán, norte de Etiopía y sudoeste de Arabia                                    |